# Ettore Caffaratti
Ettore Caffaratti (Milà, 12 de maig de 1886 – Milà, 9 de gener de 1969) va ser un genet italià que va competir a començaments del segle xx.
El 1920 va prendre part en els Jocs Olímpics d'Anvers, on va disputar tres proves del programa d'hípica. En la prova de concurs complet per equips guanyà la medalla de plata, mentre en les de concurs complet individual i salts d'obstacles per equips guanyà la de bronze.
Va lluitar a la Primera i Segona Guerra Mundial i va ser condecorat amb la Medalla de Plata del Valor Militar.